# Carlos Echeverría
Carlos Echeverría Zudaire (Aramendía, 4 novembre 1940) è un ex ciclista su strada spagnolo di origine basca.
Passato professionista nel 1961, ha preso parte otto volte alla Vuelta a España, vincendo due tappe e arrivando terzo nella classifica generale nel 1966. Detiene inoltre il record di vittorie insieme a Jesús Manzaneque nella Vuelta a la Rioja con tre affermazioni: nel 1962, nel 1963 e nel 1970.

## Carriera
Echeverría passò professionista nel 1961 con la squadra Funcor-Munguia e l'anno dopo conquistò la classifica generale della Vuelta a La Rioja. Grazie alle sue prestazioni nel 1963 fu ingaggiato da una delle più importanti squadre spagnole, la KAS, con la quale rivinse subito la Vuelta a La Rioja ed esordí sia alla Vuelta a España, che concluse al venticinquesimo posto, sia al Tour de France, nel quale si ritirò. Nel 1964 vinse tra le altre corse la Euskal Bizikleta.
Il 1965 vide Echeverría brillare alla Vuelta a España, nella quale si classificò quinto dopo aver vinto la quarta tappa. Prese il via anche al Tour de France riuscendo stavolta a concluderlo dopo essersi ritirato anche l'anno prima. Si piazzò terzo nella Vuelta a La Rioja e secondo nella Vuelta a Andalucía. Nella stagione 1966 ottenne la sua migliore prestazione alla Vuelta, salendo sul gradino più basso del podio e aggiudicandosi un'altra tappa, la settima. Fu secondo sia nella prova in linea dei campionati nazionali dietro a Luis Otaño sia nel Critérium du Dauphiné di cui vinse una tappa. Ottenne lo stesso piazzamento ai campionati nazionali anche l'anno successivo; vinse ancora l'Euskal Bizikleta e concluse al diciassettesimo posto nella sua unica partecipazione al Giro d'Italia.
Negli anni seguenti entrò in declino e vinse solo alcune piccole corse, anche se nel 1970 si aggiudicò la Klasika Primavera e la Vuelta a La Rioja per la terza ed ultima volta. Al termine della stagione successiva, nel 1971, si ritirò dopo dieci anni di professionismo. A causa delle sue vittorie fu considerato il miglior ciclista navarro della storia fino all'arrivo nel mondo del ciclismo di Miguel Indurain.

## Palmarès
- 1962

Classifica generale Vuelta a La Rioja
- 1963

1ª tappa Vuelta a La Rioja
Classifica generale Vuelta a La Rioja
Gran Premio Drink
- 1964

3ª tappa 2ª semitappa Tour de France
5ª tappa Euskal Bizikleta
Classifica generale Euskal Bizikleta
3ª tappa 1ª semitappa Vuelta a Avila
3ª tappa 2ª semitappa Vuelta a Avila
Classifica generale Vuelta a Avila
2ª tappa Vuelta a La Rioja
Gran Premio Drink
- 1965

4ª tappa Vuelta a España
2ª tappa Vuelta a La Rioja
1ª tappa Vuelta a Avila
4ª tappa Vuelta a Avila
- 1966

Campeonato Vasco Navarro de Montaña
5ª tappa Vuelta a España
5ª tappa Critérium du Dauphiné
- 1967

Classifica generale Euskal Bizikleta
- 1969

Gran Premio de Valencia - Trofeo Luis Puig
- 1970

Klasika Primavera
1ª tappa Vuelta a La Rioja
Classifica generale Vuelta a La Rioja
3ª tappa 2ª semitappa Vuelta al País Vasco

### Altri successi
- 1962

Classifica della regolarità Vuelta a la Rioja
Trofeo Drink
Grand Prix Tafalle
Grand Prix Pinzales
Carrera Nacional
- 1964

Classifica della regolarità Vuelta a La Rioja
Trofeo La Encina
Trofeo Drink
- 1965

Gran Premio San Lorenzo
Grand Prix Tafalla
Circuito de Pasuas
Circuito di Pamplona
- 1966

Grand Prix Billabona
Trofeo Antonio Blanco
Tre giorni di Leganés
- 1968

Grand Prix Aspes
Trofeo Antonio Blanco
Tre giorni di Leganés
- 1970

Classifica dei traguardi volanti Vuelta a La Rioja
Classifica della regolarità Vuelta a La Rioja

## Piazzamenti

### Grandi giri
- Giro d'Italia

1967: 17º
- Tour de France

1963: ritirato
1964: ritirato
1965: 53º
1966: 25º
1968: 29º
- Vuelta a España

1963: 25º
1964: 18º
1965: 5º
1966: 3º
1967: 16º
1968: 8º
1969: 9º
1970: 24º

### Competizioni mondiali
- Campionati del mondo

Nürburgring 1966 - In linea: ritirato
Imola 1968 - In linea: ritirato